# Proces informacyjny
Proces informacyjny – pojęcie z dziedziny ekonomiki informacji. Oznacza proces gospodarczy, który realizuje przynajmniej jedną spośród następujących funkcji:
- generowania informacji,
- gromadzenia informacji,
- przechowywania informacji,
- przetwarzania informacji,
- przekazywania informacji,
- udostępniania informacji,
- interpretacji informacji,
- wykorzystania informacji.

W gospodarce procesy informacyjne zawsze występują jako elementy systemów informacyjnych. Nigdy nie występują autonomicznie.
Proces informacyjny zazwyczaj powiązany jest z innymi procesami. Powiązania te mogą obejmować podstawy prawne, organizację, wspólne normy informacyjne, źródła informacji, użytkowników albo kanały informacyjne.
Procesy informacyjne zachodzące w gospodarce można podzielić na procesy:
- produkcji informacji,
- wymiany informacji,
- konsumpcji informacji.

Ekonomika informacji bada je z czterech punktów widzenia, jako procesy:
- semiotyczne,
- społeczne,
- ekonomiczne,
- organizacyjno-techniczne.